# Пятьдесят злотых (1827—1829)
Пятьдесят злотых 1827—1829 годов — золотая монета номиналом 50 злотых, выпускаемая Российской империей с 1827 по 1829 годы для обращения в Царстве Польском. Чеканились после смерти Александра I и во время правления Николая I взамен предыдущих пятидесяти злотых 1819—1823 годов. Были изъяты из обращения 1 мая 1847 года.

## Описание
Монета отчеканена из золота 916 пробы на диске диаметром 23,8 миллиметра и весом 9,81 грамм, гурт рифлёный, с буртиком. Согласно золотомонетной системе основаны на кёльнской марке. Все монеты были выпущены Варшавским монетным двором общим тиражом в 2189 штук:
- 1827 год — 299 штук[6][7];
- 1829 год — 1890 штук[8][9].

По принятой в Польше и некоторых других странах десятибалльной шкале оценки степени редкости в зависимости от количества известных монет, пятьдесят польских злотых 1827 года имеют степень редкости R5, а 1829 года — R3.

### Аверс
На аверсе изображён профиль Александра I в лавровом венке, обращённый вправо, окружённый надписью ALEXANDER I CES. ROS. WSKRZESICIEL KRÓL. POLS. 1815 (с пол. — «Александр I Император Российский, воссоздатель королевства Польского 1815»).

### Реверс
На реверсе в центре монеты изображён номинал 50, под ним ZLO. POL. (с пол. — «польских злотых»). Ниже номинала — год выпуска (1827 или 1829), слева и справа дубовые ветви, соединяющиеся внизу над буквами «F» и «H», инициалами минцмейстера Фридерика Гунгера. Надпись вдоль края монеты MIKOLAY I. CES. WSZ. ROSSYI KROL. POLSKI PANUJĄCY (с пол. — «Николай I Император всероссийский, Король польский правящий»).